# Plebiscyt Przeglądu Sportowego 1936
11. Plebiscyt Przeglądu Sportowego na najlepszego sportowca Polski zorganizowano w 1936 roku.

## Wyniki
1. Jadwiga Jędrzejowska - tenis (35 902 pkt.)
2. Józef Noji - lekkoatletyka (30 482)
3. Henryk Chmielewski - boks (28 118)
4. Jadwiga Wajsówna - lekkoatletyka (27 825)
5. Kazimierz Kucharski - lekkoatletyka (22 621)
6. Stanisława Walasiewicz - lekkoatletyka (19 643)
7. Stanisław Marusarz - narciarstwo (14 274)
8. Henryk Martyna - piłka nożna (14 274)
9. Maria Kwaśniewska - lekkoatletyka (13 016)
10. Gerard Wodarz - piłka nożna (9890)